# Michigan Mathematical Journal
La revue Michigan Mathematical Journal est une revue mathématique trimestrielle à évaluation par les pairs publiée par Duke University Press au nom de l'université de l'Illinois à Urbana-Champaign. 

## Description
Le Michigan Mathematical Journal est publié par le département de mathématiques de l'université du Michigan ; il publie des articles de recherche  dans tous les domaines des mathématiques. Un volume est publié chaque année, composé quatre numéros (trois numéros avant 2012). 
Le journal a été fondé en 1952. Les premières années, il comportait moins de numéros.
Le Michigan Mathematical Journal est disponible en version électronique sur le site Web du Project Euclid. La version électronique est disponible gratuitement pour tous les abonnés payants, et l'accès est gratuit après cinq ans. 

## Résumé et indexation
La revue est indexée et résumée dans MathSciNet, Scopus, zbMATH.